# Архител
Архите́л (др.-греч. Ἀρχιτέλης) — в греческой мифологии отец Киафа, нечаянно убитого Гераклом.

## Мифология
Три года спустя после женитьбы на Деянире Геракл как-то однажды пировал у её отца Энея, царя Калидона. Ему прислуживал сын Архитела Киаф (некоторые источники называют другое имя его сына — Эвном или Эврином). Киаф, который был ещё совсем мальчик, совершил оплошность во время услужения. Согласно описанию, Геракл попросил его принести воду для омовения рук; Киаф же всё напутал и вместо неё подал воду для мытья ног. По другой версии, мальчик, поливая воду на руки Гераклу, по неловкости облил ему ноги. Геракл, разозлившись, в сердцах отвесил ему щелчок в лоб. По другому свидетельству, он дал ему оплеуху. Так или иначе, легендарный силач, видимо, не рассчитал удар, нанёс мальчику слишком тяжёлую травму и, сам того не желая, убил его.
После того, как произошло это несчастье, Геракл был весьма удручён. Несмотря на то, что Архител простил знаменитому герою невольное убийство своего сына, тот, однако, решил, как было положено в таких случаях по обычаю, уйти в изгнание. По собственной воле он оставил Калидон, взяв с собой свою жену Деяниру и рождённого от неё сына Гилла, бывшего тогда ещё ребёнком.